# 12 Byō
Singles de HKT48
Hikaeme I love you!
(24 septembre 2014) Shekarashika!
(25 novembre 2015)
12 Byō (12秒, prononcé  « Jūni byō » ; trad. : « 12 secondes ») est le 5e single du groupe japonais HKT48 sorti en 2015.

## Détails du single
Il sort le 22 avril 2015, sept mois après le précédent single Hikaeme I love you!, en plusieurs éditions avec des couvertures différentes dont : les éditions Type A, Type B et Type C (avec toutes un CD avec un DVD en supplément) puis une édition spéciale vendu seulement au théâtre du groupe. Les membres du groupe ayant une position centrale sur les couvertures et sur la chanson-titre sont Sakura Miyawaki et Haruka Kodama.
Le single atteint la 1re place du classement hebdomadaire des ventes de l'Oricon.
Le single comprend sur chaque édition la chanson-titre, plusieurs faces-B différentes selon l'édition ainsi que leurs versions instrumentales : les chansons principales Hikaeme I love you! et Rock da yo, Jinsei wa... (dans toutes les éditions), Hohoemi Popcorn (de l'édition A), Chameleon Joshikōsei (de l'édition B), Hawaii e Ikō (de l'édition C), et une chanson intitulée Daite Twintails (de l'édition théâtre). La chanson Rock da yo, Jinsei wa... est la toute première chanson du groupe interprétée par tous les membres de HKT48, les autres chansons étant interprétées par les membres sélectionnés.
Chaque chanson est interprétée par des membres de la Team H, Team K4 ceux de la Team Kenkyūsei, équipe de "stagiaires", et des groupes spéciaux (shot units) fonctionnant presque comme des sous-groupes comme ici Popcorn Children et Blueberry Pie.

## Listes des titres
| 1. | 12 Byō (12秒)                                  |                           |  |
| 2. | Rock da yo, Jinsei wa... (ロックだよ、人生は…) | tous les membres de HKT48 |  |
| 3. | Hohoemi Popcorn (微笑みポップコーン)           | Popcorn Children          |  |
| 4. | 12 Byō (Instrumental)                          |                           |  |
| 5. | Rock da yo, Jinsei wa... (Instrumental)        |                           |  |
| 6. | Hohoemi Popcorn (Instrumental)                 |                           |  |

| 1. | 12 Byō (Music Video)                   |  |
| 2. | Rock da yo, Jinsei wa... (Music Video) |  |
| 3. | Hohoemi Popcorn (Music Video)          |  |
| 4. | HKT's KITCHEN Bonus Type-A             |  |

| 1. | 12 Byō (12秒)                                  |                           |  |
| 2. | Rock da yo, Jinsei wa... (ロックだよ、人生は…) | tous les membres de HKT48 |  |
| 3. | Chameleon Joshikōsei (カメレオン女子高生)      | Team H                    |  |
| 4. | 12 Byō (Instrumental)                          |                           |  |
| 5. | Rock da yo, Jinsei wa... (Instrumental)        |                           |  |
| 6. | Chameleon Joshikōsei (Instrumental)            |                           |  |

| 1. | 12 Byō (Music Video)                   |  |
| 2. | Rock da yo, Jinsei wa... (Music Video) |  |
| 3. | Chameleon Joshikōsei (Music Video)     |  |
| 4. | HKT's KITCHEN Bonus Type-B             |  |

| 1. | 12 Byō (12秒)                                  |                           |  |
| 2. | Rock da yo, Jinsei wa... (ロックだよ、人生は…) | tous les membres de HKT48 |  |
| 3. | Hawaii e Ikō (ハワイヘ行こう)                  | Team KIV                  |  |
| 4. | 12 Byō (Instrumental)                          |                           |  |
| 5. | Rock da yo, Jinsei wa... (Instrumental)        |                           |  |
| 6. | Hawaii e Ikō (Instrumental)                    |                           |  |

| 1. | 12 Byō (Music Video)                   |  |
| 2. | Rock da yo, Jinsei wa... (Music Video) |  |
| 3. | Hawaii e Ikō (Music Video)             |  |
| 4. | HKT's KITCHEN Bonus Type-C             |  |

| 1. | 12 Byō (12秒)                                  |               |  |
| 2. | Rock da yo, Jinsei wa... (ロックだよ、人生は…) |               |  |
| 3. | Daite Twintails (抱いてツインテール)           | Blueberry Pie |  |
| 4. | 12 Byō (Instrumental)                          |               |  |
| 5. | Rock da yo, Jinsei wa... (Instrumental)        |               |  |
| 6. | Daite Twintails (Instrumental)                 |               |  |

## Membres sélectionnés dans certaines chansons
Hohoemi Popcorn
Artiste = Popcorn Children
- Team H : Miku Tanaka, Nako Yabuki
- Team Kenkyūsei : Misaki Aramaki, Sae Kurihara, Erena Sakamoto, Riko Tsutsui, Hazuki Hokazono, Yūna Yamauchi, Emili Yamashita

Daite Twintails
Artiste = Blueberry Pie (ブルーベリーパイ)
- Team H : Yui Kojina, Hiroka Komada, Riko Sakaguchi
- Team Kenkyūsei : Misaki Aramaki, Sae Kurihara

## Classement à l'Oricon
| Sortie        | Oricon Singles Chart | Position | Premières ventes (exemplaires) | Ventes au total (exemplaires) |
| ------------- | -------------------- | -------- | ------------------------------ | ----------------------------- |
| 22 avril 2015 | Daily Chart          | 1        |                                |                               |
| 22 avril 2015 | Weekly Chart         | 1        |                                |                               |
| 22 avril 2015 | Monthly Chart        | 2        | 285 439                        |                               |